# Dascha Polanco
Dascha «Dash» Yolaine Polanco (Santo Domingo, 3 de diciembre de 1982) es una actriz dominicana, principalmente conocida por su personaje de Dayanara Díaz en Orange Is the New Black, y por el papel de Cuca en la película de 2021 In the Heights

## Biografía
Nació en la República Dominicana y se mudó a los Estados Unidos a temprana edad. Fue criada en Brooklyn y Miami por su padre Rubén Darío Polanco, mecánico de profesión, y su madre Janet Polanco, cosmetologista.
Deseaba ser actriz desde muy temprana edad, pero siempre «dudé en audicionar por mi peso», por lo que completó un grado académico de bachillerato en psicología en el Hunter College. Luego comenzó a trabajar en la industria de la salud, con la intención de convertirse en enfermera. Trabajaba como administrativa en el Centro Médico Montefiore en el Bronx, mientras estudiaba enfermería, cuando su prometido la animó a volver a actuar y le pagó el registro en un estudio de actuación como regalo. Cursó estudios en BIH Studios en Nueva York, donde firmó contrato con la agencia de talentos Shirley Grant Management. Sus primeras actuaciones fueron papeles menores en las series Unforgettable y NYC 22.
En 2012 fue elegida como parte del elenco de Orange Is the New Black en el papel de Dayanara «Daya» Díaz, una reclusa de la prisión; en el que de su primer trabajo de tiempo completo como actriz. Formó parte de la película independiente del 2013 Gimme Shelter antes de regresar a su papel en Orange Is the New Black en la segunda temporada de la serie. En junio del 2014, se anunció que sería promovida a personaje estable del elenco en la tercera temporada, que fue lanzada en 2015. También formó parte del reparto de la película cómica The Cobbler, estrenada en 2014 y al año siguiente trabajó en la película Joy.
En 2018, Polanco tuvo un papel recurrente en The Assassination of Gianni Versace: American Crime Story, y en 2019, trabajó en las series de Netflix, Russian Doll y When They See Us. En 2021, interpretó el papel de Cuca, una de las damas principales del salón, en la película In the Heights.

## Vida personal
Polanco tiene dos hijos, una hija y un hijo. Su hija interpretó una versión más joven del personaje de Polanco en la quinta temporada de Orange is the New Black.

## Filmografía

### Cine
| Año  | Título                  | Papel                               | Notas       |
| ---- | ----------------------- | ----------------------------------- | ----------- |
| 2013 | Gimme Shelter           | Carmel                              |             |
| 2014 | The Cobbler             | Macy                                |             |
| 2015 | Joy                     | Jackie                              |             |
| 2016 | The Perfect Match       | Sheila «Pressy» Wells               |             |
| 2018 | MFKZ                    | Luna (voz)                          | English dub |
| 2019 | The Irishman            | Enfermera                           |             |
| 2021 | In the Heights          | Cuca                                |             |
| 2022 | DC League of Super-Pets | Jessica Cruz / Linterna Verde (voz) |             |
| 2022 | Samaritan               | Isabelle                            |             |
| 2024 | Junction                | Dana                                |             |
| 2024 | Air Force One Down      | Vicepresidenta Hansen               |             |

### Televisión
| Año           | Título                                                    | Papel                | Notas |
| ------------- | --------------------------------------------------------- | -------------------- | --- |
| 2011          | Unforgettable                                             | Estella              | Episodio: «Trajectories»                                                                                                |
| 2012          | NYC 22                                                    | Fan #2               | Episodio: «Firebomb» |
| 2013–2019     | Orange Is the New Black                                   | Dayanara «Daya» Díaz | 81 episodios Premio del Sindicato de Actores a la mejor interpretación del reparto de una serie de comedia (2014, 2015) |
| 2018          | The Assassination of Gianni Versace: American Crime Story | Det. Lori Wieder     | 3 episodios |
| 2019          | Russian Doll                                              | Beatrice             | 4 episodios |
| 2019          | When They See Us                                          | Elena                | Episodio: «Part Three»                                                                                                  |
| 2019          | Evil                                                      | Patti Hitchens       | Episodio: «3 Stars» |
| 2025-presente | The Walking Dead: Dead City                               | Lucia Narvaez        | 4 episodios |